# アイ★チュウ
『アイ★チュウ』は、リベル・エンタテインメントにより開発・運営されているスマートフォン用ゲームアプリ。ジャンルは音楽ゲームでノベルゲームや恋愛ゲームの要素も持つ。
2020年7月6日をもってオンラインサービスを終了し、オフライン版へ移行された。
後継タイトルとなる『アイ★チュウ Étoile Stage』が2020年4月30日よりサービス開始（2021年6月30日サービス終了）。
2022年11月10日にはNintendo Switch版が発売された。また、同時発売の限定パッケージ版「エトワールボックス」には、アクリルプレート、全32種類の手書き風メッセージカード、書き下ろしノベル、マイクロファイバークロス、クリアブックマーカーセット（全9種）を収録している。
また、『アイ★チュウ EtoileStage』で未完のままとなっているメインストーリーを、小説として完結させることを目指したクラウドファンディングを開始予定。「MG9（エムジーナイン）」設定画の公開などが企画されている。その他、舞台は定期的に「アイ★チュウ ザ・ステージ」として公演が継続している（第十項を参照）。

## 概要
有名芸能事務所「エルドール」が経営するアイドル養成学校「エトワール・ヴィオスクール」を舞台に、主人公であるプレイヤーが教師・プロデューサーの立場から「アイチュウ」（アイドルになる途中、すなわちアイドルの卵）を育成するといった主旨のゲーム。手持ちのアイチュウ（カード）を編成してライブ（リズムゲーム）をプレイし、ストーリーの解放やアイチュウの育成を行う。
ストーリーは「メインストーリー」「恋愛ストーリー」「イベントストーリー」の三種類に分かれている。メインストーリーは規定のランクへの到達あるいは特定の楽曲・難易度のクリアによって随時解放され、主人公とアイチュウたちの成長が描かれるもので、現在は第一部「creation」、第二部「labyrinthe」が配信中である。恋愛ストーリーはライブ等に参加させてアイチュウ各々の好感度を上昇させることで解放され、主人公との恋愛模様が描かれる（一部はダミーヘッドマイクによる収録）。イベントストーリーは期間限定イベントで配信され、イベント終了後はアイチュウディスク（アイテムキー）による解放が必要となる。いずれも相槌のみがボイス再生され、直接キャラクターがテキスト通りに話すことはない。初クリア時には様々なリザルト（報酬）を得ることが出来る。
ライブ（リズムゲーム）では各楽曲が「EASY」「NORMAL」「HARD」の3段階の難易度に分かれており、難易度によって報酬やLPの消費量が変化する。「特別ライブ」では期間限定の楽曲や日替わりの楽曲が配信され、HARDよりも高難度である「EXPART」をプレイすることができる。また、アイコンのスピードや配置を変更したり画面の一部を隠すことができる「MANIAC」モードが搭載されている。
アイチュウのレアリティは「N（ノーマル）」「HN（ハイノーマル）」「R（レア）」「RR（ダブルレア）」「SR（スーパーレア）」「UR（ウルトラレア）」「LE（レジェンドレア）」「GR（ゴッドレア）」の全8段階に分かれており、同一のアイチュウ二枚を消費して強化する「チェンジ」ではレアリティが一段階上昇する。また、各々のアイチュウには「WILD」「POP」「COOL」の3タイプ（属性）のいずれかが備わっており、ライブ楽曲の属性と関連する。
アイチュウ（カード）はライブのリザルト及びスカウト（ガチャ）によって入手することができる。指定アイテム（クラウン）によって交換する「推しメンスカウト」は、リストの中から特定のカードを選択できるというもの。フレンドポイントを消費して行う「ノーマルスカウト」ではR以下のレアリティのアイチュウが入手できる。イベント・楽曲報酬として得られるプレミアムチケットを5枚消費して行う「ロイヤルスカウト」ではSR以上のアイチュウの入手が、SR以上のアイチュウを卒業（売却）させることで手に入るバッジを500枚消費する「バッジスカウト」ではLE以上のアイチュウの入手が可能。その他、ライブ報酬や課金によって得られるアイチュウディスク5枚の消費による「プレミアムスカウト」や、期間限定の「特別スカウト」「イベントスカウト」が存在する。

## 登場人物
声は声優、演は舞台版における俳優。記載がない場合は担当者なし。

### F∞F（ファイアーフェニックス）
王道路線のアイドルグループ。学園の前で初めて出会って意気投合し、グループを結成。
愛童 星夜（あいどう せいや）
声 - KENN / 演 - 飯山裕太（初演）→川井雅弘（「2018」以降）
学年：三期生 / 年齢：17歳 / 誕生日：12月24日 / 血液型：O型 / 身長：178cm / 体重：63kg
何事にもポジティブな性格。アメリカ育ちの帰国子女で、ノアとは当時からの幼馴染。先輩アイドルの椿に憧れを抱いている。
日本が大好きで、日本に関する小物の収集や文化の研究を趣味としている。特技は水泳。
湊 奏多（みなと かなた）
声 - 井口祐一 / 演 - 丸目聖人（初演）→雨宮慎太朗（「2018」）→大原海輝（「les quatre saisons」以降）
学年：三期生 / 年齢：15歳 / 誕生日：3月14日 / 血液型：AB型 / 身長：162cm / 体重：49kg
純粋かつ癒し系な性格で、周囲のマスコット的存在。常にウサギのぬいぐるみのラビラビを持っている。
元子役で数多くのCMやドラマへの出演歴があるため、グループ及びアイチュウ内での芸歴は最も長い。
御剣 晃（みつるぎ あきら）
声 - 豊永利行 / 演 - 小波津亜廉（初演から「Après la pluie」）→百成瑛（「Le musée tricolore」以降）
学年：三期生 / 年齢：21歳 / 誕生日：8月31日 / 血液型：A型 / 身長：183cm / 体重：68kg
大人びた外見と性格で、グループの兄的存在。奔放な性格の星夜に手を焼いており、奏多には非常に懐かれている。
その恵まれたルックスから、当初はモデルとして活動していた。趣味はヨガ。
ゲーム内のキャラクター総選挙「I★Chu Award 2016」では総得票数433,156票を獲得し、第2位に輝いた。

### Twinkle Bell（トゥインクルベル）
テクノポップを基調とした楽曲を歌唱する双子のグループ。
枢木 皐月（くるるぎ さつき）
声 - 森久保祥太郎 / 演 - 石渡真修（初演から「Planète et Fleurs」）→本間一稀（「Éclat des fleurs」以降）
学年：三期生 / 年齢：16歳 / 誕生日：1月1日 / 血液型：B型 / 身長：172cm / 体重：54kg
双子の弟。顔に感情が表れやすい率直な性格。銀髪で眼鏡をかけており、前面から見て右サイドにピンク色のメッシュを入れている。
イタズラ好きで、プロデューサーに仕掛けることもしばしばだが、基本的にかわされてしまうためいつも悔しい思いをしている。アキヲは最大の被害者。
枢木 睦月（くるるぎ むつき）
声 - 近藤隆 / 演 - 大海将一郎（初演）→宮城紘大（「2018」以降）
学年：三期生 / 年齢：16歳 / 誕生日：1月1日 / 血液型：B型 / 身長：172cm / 体重：53kg
双子の兄。弟とは反対にクールな性格だが、彼のイタズラを止めることはなく常に静観している。よく似た外見だが、皐月とは逆サイドに水色のメッシュを入れている。
寝ることが好きで、趣味は料理。昔は病弱だったため皐月以外の遊び相手がおらず、それ故他人と距離を置いてしまう癖があるが、双海には懐いている模様。

### I♥B（アイビー）
爽やかな楽曲を歌唱するバンド形式のグループ。メンバー全員が異なる国籍のインターナショナルバンドである。
ノア
声 - 花江夏樹 / 演 - 佐川大樹（初演以降）
学年：三期生 / 年齢：17歳 / 誕生日：3月10日 / 血液型：B型 / 身長：175cm / 体重：58kg
I♥Bのリーダーで、アメリカ人。サラサラの長髪が特徴。二面性のある性格で、内面は腹黒い。担当はメインボーカルとギター。
実家が裕福で、それ故本人の社交性が優れている。星夜とは幼馴染で、彼の影響からか日本文化に関心がある。
5人が共同生活をしているシェアハウスの管理人でもあり、4人はノアに逆らう事が出来ない。
レオン
声 - 増田俊樹 / 演 - 結城伽寿也（初演から「Après la pluie」）→天野旭陽（「2ndファンミーティング」以降）
学年：三期生 / 年齢：17歳 / 誕生日：10月1日 / 血液型：B型 / 身長：176cm / 体重：59kg
イギリス出身の留学生で、ノアに誘われてグループに加入した。担当はギター(レフトハンド)。
陽気で落ち着きのない性格で、人見知りを全くしない。女好きな面があり、クールなお姉さんがタイプ。正反対のリュカとは喧嘩が絶えないが、数少ない理解者の一人でもある。
黎 朝陽（リー チャオヤン）
声 - 榎木淳弥 / 演 - 登野城佑真（初演以降）
学年：三期生 / 年齢：17歳 / 誕生日：2月22日 / 血液型：AB型 / 身長：167cm / 体重：50kg
中国からの留学生。人見知りで照れ屋な性格で、困った際はいつもラビに助けを求める。担当はキーボード。
趣味は寺院巡り。蛮（罪人の道化師）と仲が良い。
ラビ
声 - 中西尚也 / 演 - 辻凌志朗（初演）→須永風汰（「2018」以降）
学年：三期生 / 年齢：17歳 / 誕生日：7月13日 / 血液型：O型 / 身長：182cm / 体重：67kg
ロシア出身の留学生。優しい兄貴分でグループのまとめ役的存在。担当はドラム。
実は元ヤンキーで、以前はバリバリのメタルを演奏していた。椿と仲が良い。
リュカ
声 - 梅原裕一郎 / 演 - 田中晃平（初演以降）
学年：三期生 / 年齢：17歳 / 誕生日：4月8日 / 血液型：A型 / 身長：180cm / 体重：64kg
フランス出身の留学生で、I♥Bの作曲担当。無口で不愛想で、硬派な性格。担当はベース。
父親がフランクな人間であるため、反面教師的にナンパ男を嫌悪しておりレオンと仲が悪い。密かに絵本が好きで、虎彦のファン。殺人的に料理が下手。

### ArS（アルス）
懐メロと賑やかな楽曲を歌唱するグループ。各メンバーが芸術家としても活躍している。
日下部 虎彦（くさかべ とらひこ）
声 - ロア健治（アイ★チュウ）→生田鷹司（『Étoile Stage』・アニメ版） / 演 - 綾切拓也（初演以降）
学年：三期生 / 年齢：19歳 / 誕生日：10月16日 / 血液型：AB型 / 身長：179cm / 体重：59kg
ArSのリーダー。本能のままに自由に振る舞う自己中心的な性格で、インスピレーションが湧くとすぐ旅に出る癖がある。
画家の傍ら「タイガーキッズ」というペンネームで童話を出版しているが、周囲には秘密にしている。
桃井 恭介（ももい きょうすけ）
声 - 花倉洸幸 / 演 - 古畑恵介（初演）→神越将（「2018」以降）
学年：三期生 / 年齢：19歳 / 誕生日：9月28日 / 血液型：O型 / 身長：171cm / 体重：50kg
アニメや漫画、ゲームが大好きで、本人も漫画家として活動中。締め切り前はメンバーやプロデューサーにアシスタントを頼んでいる。ドジでよく転ぶ。
鳶倉 アキヲ（とびくら アキヲ）
声 - 田丸篤志 / 演 - 八島諒（初演）→菊地燎（「2018」から「Rose Écarlate」（ゲスト出演））→佐藤淳（「Le musée tricolore」以降）
学年：三期生 / 年齢：19歳 / 誕生日：2月29日 / 血液型：O型 / 身長：168cm / 体重：48kg
ガラス工芸家としても活動しており、トンボ玉が得意。凶暴な姉たちに囲まれて育ったため女性恐怖症に。
海部 子規（あまべ しき）
声 - 谷地克文 / 演 - 山内圭輔（初演以降）
学年：三期生 / 年齢：22歳 / 誕生日：11月2日 / 血液型：A型 / 身長：181cm / 体重：61kg
陶芸家としても活動中。趣味はナンパと称する程の女好きだが、面倒見が良く仲間思いで男友達にも慕われている。
折原 輝（おりはら ひかる）
声 - 松岡禎丞 / 演 - 荒一陽（初演以降）
学年：三期生 / 年齢：20歳 / 誕生日：5月25日 / 血液型：O型 / 身長：174cm / 体重：52kg
氷彫刻家としても活動中。清々しいまでのナルシストで、杜若葵とは美を競い合う仲。
元演劇部で、夢は宝塚歌劇団に入ること。
若王子 楽（わかおうじ らく）
声 - 平川大輔 / 演 - 中島拓斗（初演）→岸本卓也（「2018」以降）
学年：三期生 / 年齢：22歳 / 誕生日：8月20日 / 血液型：B型 / 身長：176cm / 体重：57kg
書道家としても活動中。仙人のような独特な口調で飄々とした性格。幼馴染の輝をからかって遊んでいる。

### 天上天下（てんじょうてんげ）
和風のメロディと堂々とした楽曲が特徴的なグループ。
竜胆 椿（りんどう つばき）
声 - 小野友樹 / 演 - 新井將（「Après la pluie」以降）
学年：一期生 / 年齢：21歳 / 誕生日：8月7日 / 血液型：AB型 / 身長：186cm / 体重：64kg
グループのリーダー。俺様でややSっ気の強い性格。プロデューサーや後輩たちをからかうのが好き。義妹を溺愛するシスコンな面も。
朴木 十夜（ほおのき とおや）
声 - 峰岸佳 / 演 - 助川真蔵（「Après la pluie」以降）
学年：一期生 / 年齢：22歳 / 誕生日：12月2日 / 血液型：B型 / 身長：175cm / 体重：53kg
おっとりとした青年で、グループのお母さん的存在。元は幼馴染である椿の付き人をしていたが、｢表舞台に立つべき｣と椿に誘われて加入。
ゲーム内のキャラクター総選挙「I★Chu Award 2016」ではくじ引きによって「ラッキーボーイ」に選ばれ、ソロCDデビューを果たした。
斑尾 巽（まだらお たつみ）
声 - 斉藤壮馬 / 演 - 吉野格（「Après la pluie」から「La Cage aux Épines」）→辻憲斗（「Réalisateur de rêve」以降）
学年：一期生 / 年齢：19歳 / 誕生日：6月23日 / 血液型：O型 / 身長：183cm / 体重：62kg
勝気だが寂しがり屋で、一度落ち込むと引きずる性格。葵とは初対面時から喧嘩が絶えないが、実力は認め合っている。趣味は一人旅。
杜若 葵（かきつばた あおい）
声 - 木村良平 / 演 - 松本ひなた（「Après la pluie」以降）
学年：一期生 / 年齢：20歳 / 誕生日：4月29日 / 血液型：B型 / 身長：176cm / 体重：55kg
美意識が非常に高く、肌の手入れや立ち居振る舞いに気を配っている。女性には優しいが、反面男には厳しく、特に巽には何倍も厳しい。

### Lancelot（ランスロット）
ジャズロックによる大人びた楽曲が特徴的なグループ。
轟 一誠（とどろき いっせい）
声 - 前野智昭 / 演 - 吉岡佑（「1st Fan Meeting」以降）
学年：二期生 / 年齢：25歳 / 誕生日：5月5日 / 血液型：AB型 / 身長：187cm / 体重：64kg
自他共に認める不良で喧嘩っ早いが、面倒見が良く困っている人を放っておけない。双海、鷹通、プロデューサーとは高校時代のクラスメイト。
ゲーム内のキャラクター総選挙「I★Chu Award 2016」では総得票数391,185票を獲得し、第3位に輝いた。
赤羽根 双海（あかばね ふたみ）
声 - 内田雄馬 / 演 - 坂垣怜次（「1st Fan Meeting」以降）
学年：二期生 / 年齢：25歳 / 誕生日：3月30日 / 血液型：B型 / 身長：185cm / 体重：61kg
仕事嫌いで面倒くさがりの青年。実家は華道の家元だが、家業を継ぐ気になれずニート生活を送っていたところを一誠、鷹通に誘われアイチュウに。よくプロデューサーや鷹通にご飯を集っている。
三千院 鷹通（さんぜんいん たかみち）
声 - 白井悠介 / 演 - 黒木文貴（「1st Fan Meeting」以降）
学年：二期生 / 年齢：25歳 / 誕生日：10月12日 / 血液型：A型 / 身長：180cm / 体重：58kg
プライドが高い良家の御曹司。意地っ張りでヘタレなところがあり、過剰なリアクションを面白がられているいじられキャラ。
同じく良家の子息として、蛮を一方的にライバル視している。

### RE:BERSERK（リ・ベルセルク）
メンバー全員が中二病で、ダークで妖しい楽曲が特徴。
鮮血の帝王 （ブラッディマスター）
声 - 下野紘 / 演 - 吉田大輝（「1st Fan Meeting」以降）
学年：二期生 / 年齢：29歳（自称427歳） / 誕生日：6月13日 / 血液型：A型 / 身長：160cm / 体重：46kg
本名はエヴァ・アームストロング。少年のような風貌だが、アイチュウ最年長の29歳。
中学から現在に至るまで中二病を患っており、自身を魔族だと思っている残念な大人。普段は帝王の名の通り尊大な振る舞いだが、一人になると初心で気弱な一面が出てしまうことも。
相棒のフクロウ「サミー」を肩に乗せている。

死と時の番人 （デスクロノス）
声 - 柿原徹也 / 演 - 伊地智頼統（「1st Fan Meeting」以降）
学年：二期生 / 年齢：15歳 / 誕生日：7月7日 / 血液型：B型 / 身長：163cm / 体重：45kg
本名は山野辺 澪（やまのべ みお）。
捨て子だったところをエヴァに拾われ、施設で育つ。
エヴァを妄信しており、彼に近付く人間を黒魔術で呪っている。幼馴染の蛮には特にきつく当たることが多い。

罪人の道化師（ギルティクラウン）
声 - 下妻由幸 / 演 - 雨坂亮汰（「1st Fan Meeting」から「Rose Écarlate deux」）→渡邊亮汰（「La Cage aux Épines」）→深澤悠斗（「Réalisateur de rêve」以降）
学年：二期生 / 年齢：15歳 / 誕生日：7月8日 / 血液型：O型 / 身長：165cm / 体重：50kg
本名は十文字 蛮（じゅうもんじ ばん）。
天真爛漫な性格の少年で、かなりの大食い。語尾に「っす」をつける。
親が経営する児童施設でエヴァ、澪と出会い、幼少期を共に過ごす。

### POP'N STAR（ポップンスター）
全員が男の娘のグループ。キュートな恋愛ソングが特徴。
2015年11月26日にルナと桃助が追加キャラクターとして登場。
男装した姿として宝塚風の白いロングブーツに、裏地が其々のカラー（髪の色に近い三色）になっているマントの金モール軍服調の衣装を披露したことがある。
華房 心（はなぶさ こころ）
声 - 村瀬歩 / 演 - 設楽銀河（初演以降）
学年：二期生 / 年齢：15歳 / 誕生日：9月1日 / 血液型：B型 / 身長：156cm / 体重：43kg
グループのリーダー。
｢自分以上に可愛い男の娘はいない｣と豪語する気の強い少年。
女装している時が一番輝いているらしく、逆に男の姿の方に照れがある。
幼少期の経験から｢仲間がいるのは弱い人間｣と思いソロ活動をしていたが、星夜たち三期生に感化され、幼馴染のルナと桃助をグループに誘い入れる。
ゲーム内のキャラクター総選挙「I★Chu Award 2016」では総得票数434,084票を獲得し、見事第1位に輝いた。
神楽坂 ルナ（かぐらざか ルナ）
声 - 天﨑滉平 / 演 - 前嶋曜（「1st Fan Meeting」以降）
学年：三期生 / 年齢：15歳 / 誕生日：11月11日 / 血液型：A型 / 身長：159cm / 体重：47kg
本名は神楽坂月（読みは同じ）。
政治家一族の御曹司で、父親に内緒で芸能活動をしている。
大和撫子のようにたおやかな物腰だが、強かで腹黒い一面も持つ。
クレー射撃やオカルトが好きなど、日常に刺激を求めている。

及川 桃助（おいかわ ももすけ）
声 - 山本和臣 / 演 - 古賀瑠（「1st Fan Meeting」から「Rose Écarlate deux」）→今牧輝琉（「Après la pluie」）→勝田朝陽（「Réalisateur de rêve」以降）
学年：三期生 / 年齢：15歳 / 誕生日：1月23日 / 血液型：AB型 / 身長：154cm / 体重：44kg
ガーデニングが趣味のふわふわとした雰囲気の男の娘。女装姿に慣れていないため、よくがに股になってしまう。
｢桃助｣という名前にコンプレックスがあり、自己紹介では｢及川桃｣と名乗ることがある。
キャラ付けのためにと心から貰ったリスのぬいぐるみ｢リッキー｣を連れている。

### Alchemist（アルケミスト）
2016年7月24日に開催された「アイ★チュウ FAN MEETING 〜Summer Festival〜」において追加が発表され、第二部より登場。激しいロックによる荒々しいサウンドが特徴のグループ。彼らのみ主人公ではなく、クマ校長がプロデュースしている。
夜鶴 黒羽（やかく くろう）
声 - 小林裕介 / 演 - 瀬川拓人（「Après la pluie」以降）
学年：零期生 / 年齢：25歳 / 誕生日：4月4日 / 血液型：A型 / 身長：178cm / 体重：61kg
プロデューサーに復讐するため学園に編入してきた、クールでストイックな青年。
他アイチュウたちにも強い敵意を向けており、特にLancelotを嫌っている。
利害関係から結成したため、朔空やバベルとの仲間意識は薄い。趣味は節約。
麗 朔空（うるは さく）
声 - 西山宏太朗 / 演 - 平賀勇成（「Après la pluie」以降）
学年：零期生 / 年齢：26歳 / 誕生日：5月16日 / 血液型：B型 / 身長：181cm / 体重：68kg
高校時代から主人公にストーカー行為をしており、彼女を追ってアイチュウになったヤンデレ気質の青年。Lancelotを敵視している。
男の娘が大好きなアイドルオタクであり、POP’N STARの追っかけをしている。
バベル
声 - 内匠靖明 / 演 - 村松洸希（「Après la pluie」以降）
学年：零期生 / 年齢：26歳 / 誕生日：12月31日 / 血液型：AB型 / 身長：190cm / 体重：68kg
自らを「バベル」と名乗る正体不明の青年。
セリフはすべて平仮名表記で、のんびりとした口調で話す。黒羽や朔空とは反対に他アイチュウへの態度は好意的で、RE:BERSERKの3人に興味がある。
ライブでは人格が豹変し、扇情的なパフォーマンスを披露する。

### MG9（エムジーナイン）
2018年3月2日に第三部より登場。彼らの就任に伴い、主人公（プレイヤー）は「プロデューサー」から「総合プロデューサー」として、アイチュウ及びMG9を統括する立場となる。
木崎 凛太朗（きざき りんたろう）
声 - 畠中祐
F∞Fの担当マネージャー。32歳。常勤講師。
最近までフランスにある姉妹校で講師をしていた。以前からF∞Fの大ファンで、自ら立候補しマネージャーに就任。元役者で、声が大きく熱血漢。星夜や奏多ともすぐに打ち解ける。
如月 ましろ（きさらぎ-）
声 - 梶原岳人
Twinkle Bellの担当マネージャー。29歳。非常勤講師。
ネットスラングを多用し、独特の口調で話すネットゲーム廃人でWEBデザイナー。元アイドル。引きこもり生活を送っていた為マネージャー業にはやや消極的。イタズラの標的にされたりと、双子に振り回されている。
速水 剛（はやみ ごう）
声 - 村田太志
I♥Bの担当マネージャー。30歳。臨時講師。
イケメンが大好きなオネェ系男子で、本業は服飾デザイナー。元モデル。個性は強烈だがおおらかで優しく、皆の良き相談相手。
泡沫 アイル（うたかた あいる）
声 - 高塚智人
ArSの担当マネージャー。年齢不詳。非常勤講師。
全身黒づくめの謎多き人物。スキンシップが苦手で声が小さい為、拡声器を通して会話をする。著名な舞台演出家で、輝にとっては憧れの人。
宗方 厚（むなかた あつし）
声 - 阿部敦
天上天下の担当マネージャー。36歳。臨時講師。
温和な性格のダンストレーナー。サポート役として一歩引いた立場からアイチュウを見守っているが、十夜以外の3人からは警戒されている。行方不明の兄に代わり、甥を息子として育てている。
荒屋敷 純太（あらやしき じゅんた）
声 - 藤井弘平
Lancelotの担当マネージャー。36歳。臨時講師。
元モデルのカメラマン。強面だが気さくな人柄で、スイーツが大好き。黒羽やプロデューサー、クマ校長とは旧知の仲。
クリストファー
声 - 中澤まさとも
RE:BERSERKの担当マネージャー。35歳。非常勤講師。
異国の地からやってきた作曲家。貴族のように優雅な物腰。日本をこよなく愛し、時折子供のように無邪気な一面を見せることも。
多加良 鬼丸（たから おにまる）
声 - 永田崇人
POP'N STARの担当マネージャー。35歳。非常勤講師。
ヘアメイクアーティストで元ネットアイドル。美少女のように可愛らしい顔立ちだが、本人は頼りがいのある男をアピールしている。たまに女装させられることがある。
UJ（ユージェー）
声 - 寺島惇太
Alchemistの担当マネージャー。32歳。常勤講師。
本名不詳のイケメンボイストレーナー。木崎と共にフランスの姉妹校で講師をしていた、気さくで紳士的な大人の男性。

### アイキッズ
アイチュウ達の予備軍である、アイドルを目指すキャラクター。

#### bitter jump
中学生のキャラクター。
吉良 吉次（きら よしつぐ）
椿に憧れる不良少年。
清宮 銀河（きよみや ぎんが）
三兄弟の長男。黒羽に憧れている。
佐伯 幸路（さえき ゆきじ）
変わり者。エヴァに憧れている。
南条 楽人（なんじょう がくと）
女好き。子規はナンパの師匠。
不死川 紅男（ふしかわ くにお）
不幸体質。アキヲに憧れている。
牧瀬 真弓（まきせ まゆみ）
ツンデレ。鷹通は理想の男性。
武藤 太一（むとう たいち）
睦月の隣でよく昼寝をしている。
竜宮 織弘（りゅうぐう おりひろ）
三つ子の次男。虎彦と仲がいい。
竜宮 龍臣（りゅうぐう たつおみ）
三つ子の長男。輝に呆れつつも憧れを抱く。
竜宮 俊之（りゅうぐう としゆき）
三つ子の三男。心をアイドルとして尊敬している。

#### sweet step
小学生のキャラクター。
飯島 智（いいじま さとし）
中性的な男の子。葵に憧れている。
伊波 大翔（いなみ はると）
自称探偵。ニート(双海)について調査している。
江田島 若（えだじま わかし）
ちょっと弱虫な男の子。恭介の漫画が大好き。
篝 ミチル（かがり みちる）
キッズモデル。十夜に憧れている。
柏木 蓮（かしわぎ れん）
クールな男の子。リュカに憧れている。
清宮 六花（きよみや りっか）
実験好きの次男。ルナを尊敬している。
黄河 萌葱（こうが もえぎ）
正義感の強い男の子。澪を「お姉ちゃん」と呼ぶ。
十勝 耕太（とかち こうた）
内気なピアニスト。朝陽のことが大好き。
雷道 甚八（らいどう じんぱち）
レオンの様にかっこよくなりたい元気な男の子。
輪島 真桜（わじま まお）
リーダー的な男の子。落ち込んだ巽を慰めている。

#### baby hop
幼稚園児のキャラクター。
蒼井 薫（あおい かおる）
蛮とはお菓子を交換する仲。
アダム・ミラー
ラテン系ハーフ。晃に懐いている。
有住川ミミ（ありすがわ ミミ）
双子の弟で男の娘。朔空のお気に入り。
有住川ララ（ありすがわ ララ）
双子の兄で男の娘。体の大きいバベルが少し怖い。
犬山 敬二（いぬやま けいじ）
目つきの鋭い男の子。一誠を「いちにぃ」と呼び慕う。
清宮 弧汰（きよみや こた）
ひねくれ者の三男。桃助をよく泣かせている。
東条 寿（とうじょう ひさし）
ぼーっとしている男の子。楽の茶飲み友達。
桃李 朱里（とうり あかり）
よく女の子に間違えられる。奏多とはぬいぐるみ友達。
時岡 志乃（ときおか しの）
しっかり者で世話焼き。ラビに憧れている。
猫田 実（ねこた みのる）
イタズラ好きな悪ガキ。皐月とは師弟のような仲。
葉山 炎樹（はやま えんじゅ）
やんちゃなガキ大将。星夜に懐いている。
松永 ノエル（まつなが ノエル）
本が好きで博識な男の子。ノアに憧れている。

### その他の人物
朝比奈 柚希（あさひな ゆずき）
声 - 豊口めぐみ（アニメ版）
本作の主人公。25歳。アイチュウのプロデューサー兼教師である女性。学生時代は黒羽と同じグループでアイチュウとして活動していた。プレイヤーは彼女の目線からゲームをプレイする（例外あり）。
名前は小説版・アニメ版でのもので、ゲーム中ではプレイヤー独自の名前が設定できる。また、イラストが用意されており、ストーリー再生時の表示の切り替えが可能である。
クマ校長
声 - 大塚明夫
エトワール・ヴィオスクールの校長で、学園を経営する芸能事務所・エルドールの社長でもある。クマの着ぐるみに身を包んでおり、自らタレント業もこなす。
年齢など詳細な情報が分からない謎多き人物であるが、作中で度々登場し、アイチュウたちに助言を行う。
ゲーム面では、アイチュウたちの育成用カードとしての役割を果たす。

### 宇佐美芸能事務所
硲 ユーリ（はざま ゆーり）
スターを生み出しつづける、歴史ある「宇佐美芸能事務所」所属の二世アイドル。
18歳。類まれなる才能を持つサラブレット。

## シャッフルユニットメンバー

### TOY BOX
「I★Chu Award ～2016～」で1位の「華房心」を中心に、Fancyをキーワードに結成されたユニット。
- POP'N STAR - 華房心（声:村瀬歩）
- RE:BERSERK - 鮮血の帝王（声:下野紘）
- ArS - 桃井恭介（声:花倉洸幸）
- F∞F - 湊奏多（声:井口祐一）
- RE:BERSERK - 死と時の番人（声:柿原徹也）
- I♥B - ラビ（声:中西尚也）

### QA
「I★Chu Award ～2016～」で2位の「御剣晃」を中心に、Sexualをキーワードに結成されたユニット。
- F∞F - 御剣晃（声:豊永利行）
- ArS - 海部子規（声:谷地克文）
- F∞F - 愛童星夜（声:KENN）
- I♥B - ノア（声:花江夏樹）
- 天上天下 - 杜若葵（声:木村良平）
- Lancelot - 三千院鷹通（声:白井悠介）

### Warlock
「I★Chu Award ～2016～」で3位の「轟一誠」を中心に、Strangeをキーワードに結成されたユニット。
- Lancelot - 轟一誠（声:前野智昭）
- Lancelot - 赤羽根双海（声:内田雄馬）
- POP'N STAR - 及川桃助（声:山本和臣）
- I♥B - 黎朝陽（声:榎木淳弥）
- ArS - 折原輝（声:松岡禎丞）
- 天上天下 - 朴木十夜（声:峰岸佳）

### Grandmaster
「I★Chu Award ～2016～」で4位の「枢木睦月」を中心に、Luxuryをキーワードに結成されたユニット。
- Twinkle Bell - 枢木睦月（声:近藤隆）
- 天上天下 - 竜胆椿（声:小野友樹）
- POP'N STAR - 神楽坂ルナ（声:天﨑滉平）
- I♥B - レオン（声:増田俊樹）
- ArS - 鳶倉アキヲ（声:田丸篤志）
- ArS - 若王子楽（声:平川大輔）

### 野生児
「I★Chu Award ～2016～」で5位の「斑尾巽」を中心に、Wildをキーワードに結成されたユニット。
- 天上天下 - 斑尾巽（声:斉藤壮馬）
- RE:BERSERK - 罪人の道化師（声:下妻由幸）
- Twinkle Bell - 枢木皐月（声:森久保祥太郎）
- I♥B - リュカ（声:梅原裕一郎）
- ArS - 日下部虎彦（声:ロア健治）

## スタッフ
- ディレクター - 伊藤舞
- シナリオ - pero
- イラスト - マヤルマ（F∞F）、しヴぇ（Twinkle Bell）、おかざきおか（I♥B）、くにみつ（ArS）、ここかなた（天上天下）、meij（Lancelot）、ななやことえ（RE:BERSERK）、さとい（POP'N STAR）、小島きいち（Alchemist）、清瀬赤目（SDキャラ）、美茶（クマ校長）、株式会社タスキブ（アイキッズ） ほか
- 音楽プロデューサー - 早川大地
- 演出 - 番長、はぎー
- 譜面作成 - アズマックス

## 楽曲
タイトル前の■の色は、赤がWILD、青がCOOL、黄色がPOPのタイプを示す。

### 通常配信曲
メインストーリーを進めるごとに解放される楽曲の一覧。解放順に列挙。
| タイトル                            | アーティスト | 作詞             | 作曲                 | 編曲                 | 収録CD                               |
| ----------------------------------- | ------------ | ---------------- | -------------------- | -------------------- | ------------------------------------ |
| ■I am a HERO                        | F∞F          | 五月アラン       | 小形誠               | 小形誠               | soleil                               |
| ■ミラクル☆トゥインクル              | Twinkle Bell | 五月アラン       | cobochan             | cobochan             | soleil                               |
| ■Fly Fly!                           | I♥B          | 中山豪次郎       | 中山豪次郎           | 中山豪次郎           | soleil                               |
| ■手を伸ばせ！                       | ArS          | 五月アラン       | 早川大地             | 王子マスター         | soleil                               |
| ■Joker Dream                        | POP'N STAR   | 五月アラン       | 早川大地             | 王子マスター         | soleil                               |
| ■咲いては散る花のように             | F∞F          | イツカ           | イツカ               | イツカ               | soleil                               |
| ■Just one kiss                      | Twinkle Bell | 中山豪次郎       | 中山豪次郎           | 王子マスター         | soleil                               |
| ■Dear my precious friend            | I♥B          | 五月アラン       | 小形誠               | 小形誠               | soleil                               |
| ■ちょっとまってよ Give me a break!  | ArS          | 五月アラン       | 早川大地             | 早川大地             | soleil                               |
| ■さよならメモリーズ                 | POP'N STAR   | 五月アラン       | 早川大地、中山豪次郎 | 早川大地、中山豪次郎 | soleil                               |
| ■マサラヤサマラヤ〜あなたの魔法で〜 | F∞F          | 五月アラン       | 早川大地             | 早川大地             | glace                                |
| ■かっこつかないぜ？                 | Lancelot     | 五月アラン       | 早川大地             | 早川大地             | soleil                               |
| ■ちゃちゃ めっちゃ I love you       | Twinkle Bell | 五月アラン       | 早川大地             | 早川大地             | glace                                |
| ■My destiny                         | I♥B          | 中山豪次郎       | 中山豪次郎           | 中山豪次郎           | glace                                |
| ■Dark Night Cat                     | RE:BERSERK   | 五月アラン       | 早川大地             | 早川大地             | soleil                               |
| ■悪くないぜ Easy days               | Lancelot     | 五月アラン       | 早川大地             | 早川大地             | soleil                               |
| ■Lady Blood                         | RE：BERSERK  | 五月アラン       | 早川大地             | 早川大地             | soleil                               |
| ■花蝶風月                           | 天上天下     | 五月アラン       | 早川大地             | 早川大地             | soleil                               |
| ■Star light trip                    | ArS          | 五月アラン       | A-bee                | A-bee                | glace                                |
| ■100万ドルのスリル                  | Lancelot     | 五月アラン       | 早川大地             | 早川大地             | glace                                |
| ■イッちゃいそうだよ                 | F∞F          | 五月アラン       | 早川大地             | 早川大地             | アイ★チュウ creation 01.F∞F          |
| ■十六夜の空                         | 天上天下     | 五月アラン       | 早川大地             | 早川大地             | soleil                               |
| ■Happy Birth Day to us!             | POP'N STAR   | 五月アラン       | 早川大地             | 王子マスター         | アイ★チュウ creation 02.POP'N STAR   |
| ■スウィンギング・ハロウィン         | RE：BERSERK  | 五月アラン       | 早川大地             | 王子マスター         | アイ★チュウ creation 04.RE:BERSERK   |
| ■Funk-a-beat                        | Twinkle Bell | 五月アラン       | 早川大地             | 早川大地             | アイ★チュウ creation 05.Twinkle Bell |
| ■花と散るらん                       | 天上天下     | 五月アラン       | 早川大地             | 王子マスター         | アイ★チュウ creation 08.天上天下     |
| ■Here we go!!                       | ArS          | 五月アラン       | 早川大地             | 早川大地             | アイ★チュウ creation 03.ArS          |
| ■深海マーメイド                     | I♥B          | 五月アラン、pero | 早川大地             | 王子マスター         | アイ★チュウ creation 07.I♥B          |
| ■ギリギリの衝動                     | Lancelot     | 五月アラン       | 早川大地             | 王子マスター         | アイ★チュウ creation 06.Lancelot     |
| ■We are I★CHU!                      | F∞F          | 五月アラン       | 早川大地             | 早川大地             | アイ★チュウ creation 01.F∞F          |
| ■We are I★CHU!                      | POP'N STAR   | 五月アラン       | 早川大地             | hammy.               | アイ★チュウ creation 02.POP'N STAR   |
| ■青空エスケープ                     | POP'N STAR   | 五月アラン       | 早川大地             | 早川大地             | glace                                |
| ■We are I★CHU!                      | RE：BERSERK  | 五月アラン       | 早川大地             | 佐藤五魚             | アイ★チュウ creation 04.RE:BERSERK   |
| ■Never Over                         | Alchemist    | 五月アラン       | 早川大地             | 早川大地             | glace                                |
| ■We are I★CHU!                      | ArS          | 五月アラン       | 早川大地             | 早川大地             | アイ★チュウ creation 03.ArS          |
| ■悪魔のオペラ                       | RE：BERSERK  | 五月アラン       | 早川大地             | 早川大地             | （未収録）                           |
| ■We are I★CHU!                      | Twinkle Bell | 五月アラン       | 早川大地             | hammy.               | アイ★チュウ creation 05.Twinkle Bell |
| ■We are I★CHU!                      | I♥B          | 五月アラン       | 早川大地             | 早川大地             | アイ★チュウ creation 07.I♥B          |
| ■カンフーガール                     | Twinkle Bell | 五月アラン       | 早川大地             | 早川大地             | （未収録）                           |
| ■Let's GO                           | I♥B          | 五月アラン       | 早川大地             | 早川大地             | （未収録）                           |

### 日替わり配信曲
| タイトル                         | アーティスト | 作詞       | 作曲     | 編曲     | 収録CD |
| -------------------------------- | ------------ | ---------- | -------- | -------- | ------ |
| ■Viva! Carnival!                 | F∞F          | 五月アラン | 早川大地 | 早川大地 | glace  |
| ■メカニカル☆ラブ                 | Twinkle Bell | 五月アラン | A-bee    | A-bee    | glace  |
| ■未来ファンタジスタ              | I♥B          | イツカ     | イツカ   | イツカ   | glace  |
| ■ベリーベリー愛しい人            | ArS          | 五月アラン | 早川大地 | 早川大地 | glace  |
| ■オレンジピールと恋の味          | POP'N STAR   | 五月アラン | 早川大地 | 早川大地 | glace  |
| ■サディスティック ロマンティック | Lancelot     | 五月アラン | 早川大地 | 早川大地 | glace  |
| ■裏切りの果実                    | RE：BERSERK  | 五月アラン | 早川大地 | 早川大地 | glace  |
| ■誇り高く有るために              | 天上天下     | 五月アラン | cobochan | cobochan | glace  |
| ■電脳マトリクス                  | Alchemist    | 五月アラン | 早川大地 | 早川大地 | glace  |

### 期間限定配信曲
CDの発売等を記念して期間限定でプレイすることができた楽曲。
| タイトル                               | アーティスト | 作詞       | 作曲     | 編曲     | 収録CD                                         |
| -------------------------------------- | ------------ | ---------- | -------- | -------- | ---------------------------------------------- |
| ■We are I★CHU!                         | Lancelot     | 五月アラン | 早川大地 | 佐藤五魚 | アイ★チュウ creation 06.Lancelot               |
| ■We are I★CHU!                         | 天上天下     | 五月アラン | 早川大地 | 佐藤五魚 | アイ★チュウ creation 08.天上天下               |
| ■ココロハレルヤ！                      | 華房心       | 五月アラン | 早川大地 | 早川大地 | アイ★チュウ 〜I★Chu Award 2016ソロシングル〜   |
| ■Relief                                | 御剣晃       | 五月アラン | 早川大地 | hammy.   | アイ★チュウ 〜I★Chu Award 2016ソロシングル〜   |
| ■アウトサイダー                        | 轟一誠       | 五月アラン | 早川大地 | 早川大地 | アイ★チュウ 〜I★Chu Award 2016ソロシングル〜   |
| ■ゆらゆらり                            | 朴木十夜     | 五月アラン | 早川大地 | 早川大地 | アイ★チュウ 〜I★Chu Award 2016ソロシングル〜   |
| ■W・O・N・D・E・R・L・A・N・D          | TOYBOX       | 大森祥子   | 神谷礼   | 神谷礼   | アイ★チュウ 〜シャッフルユニットミニアルバム〜 |
| ■FIX ME                                | QA           | 大森祥子   | 神谷礼   | 河合英嗣 | アイ★チュウ 〜シャッフルユニットミニアルバム〜 |
| ■Victim Collection〜極上の生贄たちへ〜 | Warlock      | 大森祥子   | 小杉保夫 | 菊谷知樹 | アイ★チュウ 〜シャッフルユニットミニアルバム〜 |
| ■刹那のマシェリ                        | Grandmaster  | 大森祥子   | 大久保薫 | 大久保薫 | アイ★チュウ 〜シャッフルユニットミニアルバム〜 |
| ■Do!Do!Journey                         | 野生児       | 大森祥子   | 山口朗彦 | 山口朗彦 | アイ★チュウ 〜シャッフルユニットミニアルバム〜 |

### 未配信曲
| タイトル     | アーティスト | 作詞       | 作曲     | 編曲     | 収録CD              |
| ------------ | ------------ | ---------- | -------- | -------- | ------------------- |
| C'est la vie | クマ校長     | 五月アラン | 早川大地 | 早川大地 | glace（初回限定盤） |
| 哀しい雨     | Alchemist    | 五月アラン | 早川大地 | 早川大地 | glace（通常盤）     |

## 関連商品

### 音楽CD
収録楽曲は上記の楽曲一覧を参照。
| 発売日         | タイトル                                       | アーティスト                                 | 規格品番   | 規格品番   | 最高位   |
| 発売日         | タイトル                                       | アーティスト                                 | 初回限定盤 | 通常盤     | 最高位   |
| シングル       | シングル                                       | シングル                                     | シングル   | シングル   | シングル |
| -------------- | ---------------------------------------------- | -------------------------------------------- | ---------- | ---------- | -------- |
| 2016年7月20日  | アイ★チュウ creation 01.F∞F                    | F∞F                                          | VIZL-1003  | VICL-37186 | 24位     |
| 2016年7月20日  | アイ★チュウ creation 02.POP'N STAR             | POP'N STAR                                   | VIZL-1004  | VICL-37187 | 25位     |
| 2016年8月24日  | アイ★チュウ creation 03.ArS                    | ArS                                          | VIZL-1014  | VICL-37202 | 46位     |
| 2016年8月24日  | アイ★チュウ creation 04.RE:BERSERK             | RE:BERSERK                                   | VIZL-1015  | VICL-37203 | 45位     |
| 2016年9月21日  | アイ★チュウ creation 05.Twinkle Bell           | Twinkle Bell                                 | VIZL-1038  | VICL-37212 | 31位     |
| 2016年9月21日  | アイ★チュウ creation 06.Lancelot               | Lancelot                                     | VIZL-1039  | VICL-37213 | 28位     |
| 2016年10月19日 | アイ★チュウ creation 07.I♥B                    | I♥B                                          | VIZL-1051  | VICL-37215 | 31位     |
| 2016年10月19日 | アイ★チュウ creation 08.天上天下               | 天上天下                                     | VIZL-1052  | VICL-37216 | 30位     |
| 2017年1月25日  | アイ★チュウ 〜I★Chu Award 2016ソロシングル〜   | 華房心、御剣晃、轟一誠、朴木十夜             | VIZL-1107  | VICL-37247 | 21位     |
| アルバム       |                                                |                                              |            |            |          |
| 2016年3月23日  | soleil                                         | アイチュウ                                   | VIZL-943   | VICL-64539 | 7位      |
| 2017年3月22日  | glace                                          | アイチュウ                                   | VIZL-1140  | VICL-64767 | 16位     |
| 2017年6月21日  | アイ★チュウ 〜シャッフルユニットミニアルバム〜 | アイチュウ                                   | VIZL-1186  | VICL-64809 | 16位     |
| 2017年12月6日  | アイ★チュウ 〜I★Chu Award 2017ミニアルバム〜   | 麗朔空、赤羽根双海、鮮血の帝王、罪人の道化師 | VIZL-1285  | VICL-64901 | 20位     |
| 2018年4月4日   | fleur                                          | アイチュウ                                   | VIZL-1365  | VICL-64985 | 18位     |

### 書籍

#### コミックアンソロジー
- アイ★チュウ コミックアンソロジー（シルフコミックス、2015年12月19日発売）ISBN 978-4-04-865595-8
- アイ★チュウ コミックアンソロジー 〜happy time〜（DNAメディアコミックス、2016年1月25日発売） ISBN 978-4-7580-0888-4

#### 小説
著者はpero。イラストはゲームと同様のイラストレーターが担当。
- アイ★チュウ Fan×Fun×Gift♪
  1. （ビーズログ文庫アリス、2016年4月23日発売）ISBN 978-4-04-730911-1
  2. （ビーズログ文庫アリス、2017年4月15日発売）ISBN 978-4-04-734400-6
- アイ★チュウ 紅蓮の不死鳥（PASH!ブックス、2016年9月30日発売）ISBN 978-4-391-14906-7

#### ファンブック
- アイ★チュウ キャラクターファンブック（一迅社、2016年2月2日発売）ISBN 978-4-7580-1482-3

## ネット番組
アイ★チュウ ザ・TV
2016年6月24日よりSHOWROOMとツイキャスにて開始されたが、その後のSPではニコニコ生放送、また通常配信のVol.5からはLINE LIVEでの配信となった。作品の情報番組で、出演者は放送回ごとに交代。
出演者
- We are I★CHU  Vol.1 - 下妻由幸（十文字蛮 役）、山本和臣（及川桃助 役）
- We are I★CHU  Vol.2 - 峰岸佳（朴木十夜 役）、ロア健治（日下部虎彦 役）
- We are I★CHU  Vol.3 - 谷地克文（海部子規 役）、田丸篤志（鳶倉アキヲ 役）
- 秋の大発表スペシャル - 中西尚也（ラビ 役）、峰岸佳（朴木十夜 役）
- We are I★CHU  Vol.4 - 花倉洸幸（桃井恭介 役）、天﨑滉平（神楽坂ルナ 役）
- We are I★CHU  Vol.5 - 峰岸佳 (朴木十夜 役)、内匠靖明 (バベル 役)
- We are I★CHU  Vol.6 - 小林裕介（夜鶴黒羽 役）、下妻由幸（十文字蛮 役）
- 2nd AL発売SP - 榎木淳弥（黎朝陽 役）、内田雄馬（赤羽根双海 役）
- We are I★CHU! Vol.7 - 谷地克文（海部子規 役）、峰岸佳（朴木十夜 役）
- We are I★CHU! Vol.8 - 井口祐一（湊奏多 役）、田丸篤志（鳶倉アキヲ 役）
- We are I★CHU! Vol.9 - 下妻由幸（十文字蛮 役）、山本和臣（及川桃助 役）
- シャッフルAL発売SP - 豊永利行（御剣晃 役）、内田雄馬（赤羽根双海 役）
- We are I★CHU! Vol.10 - 下野紘（エヴァ・アームストロング 役）、下妻由幸（十文字蛮 役）
- We are I★CHU! Vol.11 - 小林裕介（夜鶴黒羽 役）、花倉洸幸（桃井恭介 役）
- We are I★CHU! Vol.12 - 山本和臣（及川桃助 役）、峰岸佳（朴木十夜 役）
- We are I★CHU! Vol.13 - 谷地克文（海部子規 役) 、高塚智人（泡沫アイル 役）
- We are I★CHU! Vol.14 - 梶原岳人（如月ましろ 役）、村田太志（速水剛 役）
- We are I★CHU! Vol.15 - 白井悠介（三千院鷹通 役）、藤井弘平（荒屋敷純太 役）
- We are I★CHU! Vol.16 - 花倉洸幸（桃井恭介 役）、下妻由幸（十文字蛮 役）
- We are I★CHU! Vol.17 - 中西尚也（ラビ 役）、峰岸佳（朴木十夜 役）
- We are I★CHU! Vol.18 - 田丸篤志（鳶倉アキヲ 役）、村田太志（速水剛 役）

I★Chu Award キャラクター総選挙 結果発表
2017年と2018年に開催されたキャラクター総選挙「I★Chu Award」の投票結果の発表の動画配信。質問などのお便りは、上述の番組と同じTwitter内でハッシュタグの「#アイチュウTVお便り」にて募集。
出演者
- 『I★Chu Award 2017』「第2回 キャラクター総選挙 結果発表 ～ニコニコ生放送～」 - 村瀬歩（華房心 役）、天﨑滉平（神楽坂ルナ 役）、山本和臣（及川桃助 役) 、MC：岩井勇気（ハライチ）
- 『I★Chu Award 2018』「第3回 キャラクター総選挙 結果発表 ～公開ニコニコ生放送 ～」 - 高塚智人（泡沫アイル 役) 、寺島惇太（UJ 役）、中澤まさとも（クリストファー 役）、MC：岩井勇気（ハライチ）

## ユニット単独イベント
POP’N STAR CARNIVAL!
2017年12月9日に日テレらんらんホールにて全2回が公演。
POP’N STARより華房心役の村瀬歩、神楽坂ルナ役の天﨑滉平、及川桃助役の山本和臣の3人の他、ゲストとしてRE:BERSERKの十文字蛮役の下妻由幸が登場。

Alchemist Night
2018年4月29日にduo MUSIC EXCHANGEにて全2回が公演
Alchemistより夜鶴黒羽役の小林裕介、麗朔空役の西山宏太朗、バベル役の内匠靖明の3人の他、ゲストとして天上天下の朴木十夜役の峰岸佳と、さらにサプライズゲストとしてAlchemistのマネージャーを務めるUJ役の寺島惇太が登場。

## ファンミーティング
舞台のファンミーティングは#舞台を参照。
アイ★チュウ FAN MEETING ～first～
2016年2月27日に原宿クエストホールにて全2回が公演。

アイ★チュウ FAN MEETING ～second～
2016年5月21日にTSUTAYA O-EASTにて全2回が公演。

アイ★チュウ FAN MEETING ～Summer Festival～
2016年7月24日にZepp Tokyoにて全2回が公演。

アイ★チュウ FAN MEETING 2017 ～New Year Party～
2017年1月29日に舞浜アンフィシアターにて全2回が公演。

I★chu Fan Meeting Spécial ～The AKUMA of the OPERA～
2018年10月14日にヒューリックホール東京にて全2回が公演。

アイ★チュウ Fan Meeting～Happy Orange Day～
2019年4月14日に有楽町よみうりホールにて全2回が公演。

I★CHU 5th Anniversary Fan Meeting～SALON DE OURS～
2020年6月27日に開催が予定されていたが、新型コロナウイルスの影響及び、政府発令の緊急事態宣言延長を受け中止。

## 舞台
2017年1月29日に舞浜アンフィシアターにて開催されたイベント「アイ★チュウFAN MEETING 2017 〜New Year Party〜」にて舞台化が発表され、イベントではサプライズとしてキャストによるパフォーマンスが披露された。
「Live!!」とついている作品はライブ公演である。ファンミーティングについても（初登場となるキャストがいるため）併記する。
アイ★チュウ ザ・ステージ〜Stairway to Étoile～　（初演）
2017年8月25日から27日までサンケイホールブリーゼにて4回、同年9月6日から10日までサンシャイン劇場にて8回の、全12回の公演が上演された。
POP'N STARの華房心役については公募オーディションが開催され、設楽銀河に決定した。
アイ★チュウ ザ・ステージ〜Stairway to Étoile 2018～
2018年2月23日から3月1日までサンシャイン劇場にて全9回の公演が上演された。
再演であるが一部キャストが異なる。公演前日の公開ゲネプロまで出演していた湊奏多役の丸目聖人が諸般の事情により降板し、2月23日は湊奏多役が不在のまま上演、2月24日から雨宮慎太朗が演じた。
Live!!アイ★チュウ ザ・ステージ〜les quatre saisons〜
2018年7月16日に東京国際フォーラムにて全2回の公演を上演。
「Stairway to Etoile 2018」での丸目聖人降板に伴い、湊奏多役が大原海輝となった。
アイ★チュウ ザ・ステージ 1st Fan Meeting
2018年12月29日にAiiA 2.5 Theater Tokyoにて全2回の公演を上演。舞台シリーズ初のファンミーティング。
新たに、POP'N STARの神楽坂ルナ・及川桃助、RE:BERSERK、Lancelotが登場する。
アイ★チュウ ザ・ステージ〜Rose Écarlate～
2019年5月10日から12日までサンケイホールブリーゼにて、同年4月21日29日までシアター1010にて上演。
「1st Fan Meeting」で先にお披露目されていた、POP'N STARの神楽坂ルナ・及川桃助、RE:BERSERK、Lancelotが舞台にも登場。
Live!!! アイ★チュウ ザ・ステージ〜Planète et Fleurs〜
2019年7月27日に調布市グリーンホールにて開催。
「〜Rose Ecarlate〜」で新たに登場した2期生を中心としたライブパフォーマンスが披露される。
アイ★チュウ ザ・ステージ〜Rose Écarlate deux～
2019年10月10日から15日までシアター1010にて上演。2019年5月に上演した「Rose Écarlate」の再演。
アイ★チュウ ザ・ステージ〜Après la pluie～
2020年10月16日から18日までシアター1010、同10月21日から25日まで東京建物 Brillia HALLにて上演。
今作より天上天下とAlchemistが登場する。
アイ★チュウ ザ・ステージ〜La Cage aux Épines～
2021年4月15日から19日までシアター1010にて上演。
アイ★チュウ ザ・ステージ〜～Le musée tricolore～
2022年5月19日から23日までシアター1010にて上演。シャッフルユニットのQAが舞台初登場。
Live!!!! アイ★チュウ ザ・ステージ～Éclat des fleurs～
2023年2月18日、19日に新宿文化センター大ホールで上演。海部子規役の山内圭輔の出演も予定されていたが脊髄髄膜炎により降板し、代わりに18日は鳶倉アキヲ役の佐藤淳、19日はラビ役の須永風汰が出演。
Live!!!!! アイ★チュウ 〜Réalisateur de rêve～
2024年8月3日にパルテノン多摩大ホールにて全2回の公演を上演。4名が新キャストとなる。
舞台『アイ★チュウ』ファイナルシーズンVol.1～La Grande Marche～
2024年12月25日から30日まで博品館劇場にて上演。
クラウドファンディングでの支援のもとに衣装製作を行った、未登場となっていたシャッフルユニットのTOY BOXと野生児がメインとして登場する。
舞台『アイ★チュウ』2ndファンミーティング
2025年3月20日に一ツ橋ホールにて全2回の公演を上演予定。I♥Bのレオンの新キャストが初登場となる。

### スタッフ（舞台）
- 原作 - 恋愛リズムアドベンチャーゲーム「アイ★チュウ」（リベル・エンタテインメント）
- 主催
  - 【初演】アイ★チュウ ザ・ステージ製作委員会／リベル・エンタテインメント/ビクターエンタテインメント
  - 【Stairway to Étoile 2018】アイ★チュウ ザ・ステージ製作委員会／リベル・エンタテインメント／ビクターエンタテインメント／キョードーファクトリー
  - 【Live!!! アイ★チュウ ザ・ステージ〜Planète et Fleurs〜からAprès la pluie】アイ★チュウ ザ・ステージ製作委員会（リベル・エンタテインメント／ビクターエンタテインメント／キョードーファクトリー）
  - 【La Cage aux Épines から Le musée tricolore】アイ★チュウ ザ・ステージ製作委員会
  - 【Live!!!! アイ★チュウ ザ・ステージ～Éclat des fleurs～】エルアンドエル・ビクターエンタテインメント／リベル・エンタテインメント
  - 【La Grande Marche】舞台 アイ★チュウ製作委員会

- 制作
  - 【初演】Love&Light/キョードーファクトリー
  - 【Stairway to Étoile 2018 から Le musée tricolore】エルアンドエル・ビクターエンタテインメント／キョードーファクトリー
  - 【Live!!!! アイ★チュウ ザ・ステージ～Éclat des fleurs～】エルアンドエル・ビクターエンタテインメント

- 演出
  - 【初演 から Stairway to Étoile 2018】田尾下哲
  - 【Rose Écarlate から Le musée tricolore】伊勢直弘（「La Grande Marche」では総合演出にて参加）
  - 【La Grande Marche】村松洸希

- 脚本
  - 【初演 から Stairway to Étoile 2018】保科由里子
  - 【Rose Écarlate から La Grande Marche】伊勢直弘

- 音楽 - 早川大地（全公演）、POPHOLIC（「Après la pluie」と「Le musée tricolore」と「La Grande Marche」のみ）

### オリジナルキャラ（舞台）
| 二タ川諭吉 演 - 村瀬文宣（初演）→竹石悟朗（「2018」） 田中実 演 - 田中精（初演から「Le musée tricolore」） 飯田橋ジェイムズおさみ 演 - 廣川三憲（初演）→井上一馬（「2018」） 池袋太陽 演 - 大場達也（初演から「Le musée tricolore」） 佐藤達也 演 - 吉窪司（初演から「2018」） 中田忍 演 - 大神拓哉（「Rose Écarlate」から「Rose Écarlate deux」） | 黒野幕男 演 - 和泉宗兵（「Rose Écarlate」から「Rose Écarlate deux」） アシスタント 演 - 船橋拓幹（「Rose Écarlate」から「Rose Écarlate deux」） 西園寺晴瑠 演 - 鷲尾昇（「Après la pluie」） 阿比留旭 演 - 青地洋（「Après la pluie」） トミー・AG 演 - 鈴木健介（「La Cage aux Épines」） |

## テレビアニメ
2019年4月14日に行われたファンミーティングにてアニメ化が発表され、2021年1月から3月までTOKYO MXほかにて放送された。

### スタッフ（アニメ）
- 原作 - I★CHU PROJECT[61]
- 監督 - 難波日登志[63]
- シリーズ構成 - 成田良美[63]
- キャラクターデザイン・総作画監督 - 大沢美奈[63]
- 美術デザイン・美術監督 - 小保方良輔[64]
- 色彩設計 - 岩沢れい子[65]
- プロップデザイン - 赤石沢貴士
- 撮影監督 - 村野よもぎ子[64]
- 編集 - 定松剛[64]
- 音響監督 - 土屋雅紀[64]
- 音響制作 - HALF H・P STUDIO[65]
- 音楽 - 出羽良彰[65]
- 音楽制作 - 金野沙矢香
- 音楽プロデューサー - 貝原一平
- チーフプロデューサー - 久保寺良一、山本幸治
- プロデューサー - 伊藤舞、角岡伸哉
- アニメーションプロデューサー - 米内則智[66]
- 制作 - Lay-duce[63]
- プロデュース - ツインエンジン[61]
- 製作 - エルドール広報課[61]

### 主題歌
本作はF∞F、Twinkle Bell、I♥B、ArS、POP'N STAR、Lancelot、RE:BERSERK、天上天下の8ユニット29人のアイチュウが登場し、 各グループのリーダーたちで構成された「アイチュウリーダーズ」がオープニングテーマおよびエンディングテーマを歌唱する。
「Rainbow☆Harmony」
アイチュウリーダーズによるオープニングテーマ。作詞・作曲・編曲は山口朗彦。
「Singing!Swinging!」
アイチュウリーダーズによるエンディングテーマ。作詞は大森祥子、作曲は本田光史郎、編曲は河合英嗣。
「We are I★CHU!〜29人Ver.〜」
アイチュウ29名による第12話エンディングテーマ。作詞は五月アラン、作曲は早川大地、編曲はA-bee。
「一番星の歌〜未来のレジェンド伝説〜」
アイチュウ29名が歌唱する挿入歌および第1話限定のスペシャルオープニングテーマ。作詞・作曲はつんく♂、編曲は大久保薫。劇中のオーディション課題曲となっている。
「ジュエリーダスト」
F∞Fによる第1・2・4・6・7・9・10・11話挿入歌。作詞・作曲は夏代孝明、編曲は渡辺拓也。
「ボクラノオト」
I♥Bによる第2・5・6・11話挿入歌。作詞は美音子、作曲はkani、編曲は成瀬裕介。
「Dance All Right!!!」
Arsによる第2・11話挿入歌。作詞・作曲・編曲はヒゲドライバー。
「Close to Me!!!」
POP'N STARによる第3・6・11話挿入歌。作詞は大森祥子、作曲は永塚健登、編曲は久下真音。
「DARK PROPHECY」
RE:BERSERKによる第5・11話挿入歌。作詞・作曲・編曲はエンドウ.。
「Flower of life」
Lancelotによる第6・11話挿入歌。作詞・作曲・編曲は蝶々P。
「Joker Dream」
POP'N STARによる第6話挿入歌。作詞は五月アラン、作曲は早川大地、編曲は王子マスター。
「永遠Travelers〜ヒカリノアシタへ〜」
Twinkle Bellによる第6・11話挿入歌。作詞は大森祥子、作曲・編曲は中野領太。
「花と散るらん」
天上天下による第10話挿入歌。作詞は五月アラン、作曲は早川大地、編曲は王子マスター。
「月光華」
天上天下による第11・12話挿入歌。作詞は長谷川澪奈、作曲・編曲はKoTa。

### 各話リスト
| 話数 | サブタイトル                 | 脚本       | 絵コンテ                       | 演出                | 作画監督                                                                             | 初放送日      |
| ---- | ---------------------------- | ---------- | ------------------------------ | ------------------- | ------------------------------------------------------------------------------------ | ------------- |
| #1   | couleur 〜歌の彩〜           | 成田良美   | 三條なみみ                     | 塚田拓郎            | 大庭小枝                                                                             | 2021年 1月6日 |
| #2   | disque 〜刻まれるもの〜      | 成田良美   | 中山岳洋 三條なみみ 酒井原美樹 | 酒井原美樹          | 杉田葉子                                                                             | 1月13日       |
| #3   | performance 〜男の娘の場合〜 | 森江美咲   | 塚田拓郎                       | 塚田拓郎            | 二宮奈那子 佐古宗一郎                                                                | 1月20日       |
| #4   | costume 〜素顔のままで〜     | 福島直浩   | 橋本能理子                     | 橋本能理子          | 小林利充 岡田由起子 加藤壮 神谷美也子                                                | 1月27日       |
| #5   | session 〜伝えたいこと〜     | 森江美咲   | 関暁子                         | 青柳宏宜            | 門智昭 南伸一郎 山村俊了                                                             | 2月3日        |
| #6   | equipe 〜私の居場所〜        | 福島直浩   | 山本靖貴                       | 山本靖貴            | 小見山和也 山本里織 大庭小枝 小林利充                                                | 2月10日       |
| #7   | jugement 〜笑顔のために〜    | 成田良美   | 中村里美                       | 酒井原美樹 塚田拓郎 | 杉田葉子 小林利充 二宮奈那子 永田詩央里                                              | 2月17日       |
| #8   | vacance 〜キズナ〜           | 今井菜津子 | 望月智充                       | 酒井原美樹 塚田拓郎 | 大庭小枝 神谷美也子 永田詩央里 岡田由起子 加藤壮 二宮奈那子 工藤糸織 守重蛍 青野厚司 | 2月24日       |
| #9   | monochrome 〜失われた色〜    | 福島直浩   | 石黒達也                       | 黒田幸生            | 野間千賀子 丸英男 南伸一郎 山村俊了 戸沢東 大庭小枝 小林利充                         | 3月3日        |
| #10  | phoenix 〜再生〜             | 成田良美   | 橋本能理子                     | 橋本能理子          | 加藤壮 上西摩耶 岩井田夏帆 杉田葉子                                                  | 3月10日       |
| #11  | infini 〜決戦〜              | 森江美咲   | なかの★陽 中村里美             | 牧野友映            | 加藤壮 工藤糸織 鈴木由佳 二宮奈那子 守重蛍 佐古宗一郎                                | 3月17日       |
| #12  | harmonie 〜アイチュウ〜      | 成田良美   | 山本靖貴 三條なみみ            | 山本靖貴            | 永作友克 佐古宗一郎                                                                  | 3月24日       |

### 放送局
| 放送期間                | 放送時間                     | 放送局   | 対象地域 | 備考                  |
| ----------------------- | ---------------------------- | -------- | -------- | --------------------- |
| 2021年1月6日 - 3月24日  | 水曜 23:00 - 23:30           | TOKYO MX | 東京都   |                       |
| 2021年1月10日 - 3月28日 | 日曜 23:30 - 月曜 0:00       | BS11     | 日本全域 | BS放送 / 『ANIME+』枠 |
| 2021年1月22日 -         | 金曜 1:59 - 2:29（木曜深夜） | 南海放送 | 愛媛県   |                       |

| 配信開始日                                                    | 配信時間                                              | 配信サイト |
| ------------------------------------------------------------- | ----------------------------------------------------- | --- |
| 2021年1月6日                                                  | 水曜 23:30 - 木曜 0:00                                | ニコニコ生放送 |
|                                                               | 水曜 23:30 更新                                       | ABEMA Amazonプライム・ビデオ dアニメストア FOD U-NEXT アニメ放題 あにてれ バンダイチャンネル ひかりTV ニコニコチャンネル DMM.com Google Play GYAO!ストア music.jp Rakuten TV ビデオマーケット |
| 2021年1月7日                                                  | 木曜 0:00（水曜深夜） 更新                            | ムービーフルPlus |
|                                                               | 木曜 10:00 更新                                       | VIDEX |
|                                                               | 木曜 12:00 更新（第1話） 金曜 12:00 更新（第2話以降） | HAPPY!動画 |
|                                                               | 木曜 12:00 更新                                       | ゲオTV |
|                                                               | 木曜 19:00 更新                                       | TSUTAYA TV |
| 2021年1月9日                                                  | 土曜 0:00（金曜深夜） 更新                            | J:COMオンデマンド milplus TELASA |
| 日本国外ではCrunchyrollを始めとする各種配信サービスより配信。 |                                                       | |

### DVD
| 巻 | 発売日        | 収録話          | 規格品番  |
| -- | ------------- | --------------- | --------- |
| 1  | 2021年3月24日 | 第1話 - 第3話   | VIZL-1881 |
| 2  | 2021年4月28日 | 第4話 - 第6話   | VIZL-1889 |
| 3  | 2021年5月26日 | 第7話 - 第9話   | VIZL-1896 |
| 4  | 2021年6月30日 | 第10話 - 第12話 | VIZL-1904 |